# Hrabstwo Greene (Iowa)

Piramida wieku hrabstwa

Hrabstwo Greene – hrabstwo położone w USA w stanie Iowa z siedzibą w mieście Jefferson. Założone w 1851 roku.

## Miasta i miejscowości
- Churdan
- Dana
- Grand Junction
- Jefferson
- Paton
- Ralston
- Rippey
- Scranton

## Drogi główne
- U.S. Route 30
- Iowa Highway 4
- Iowa Highway 25
- Iowa Highway 144

## Sąsiednie hrabstwa
- Hrabstwo Calhoun
- Hrabstwo Webster
- Hrabstwo Boone
- Hrabstwo Dallas
- Hrabstwo Guthrie
- Hrabstwo Carroll